# Episodi di Dragons (terza stagione)
La terza stagione della serie animata Dragons, la prima sottotitolata Oltre i confini di Berk, composta da 13 episodi, è stata interamente pubblicata, negli Stati Uniti d'America, su Netflix il 26 giugno 2015.
In Italia la stagione è stata trasmessa in prima visione su Boomerang, dal 15 al 21 febbraio 2016.
| nº | Titolo originale                   | Titolo italiano                     | Pubblicazione USA | Prima TV Italia  |
| -- | ---------------------------------- | ----------------------------------- | ----------------- | ---------------- |
| 1  | Dragon Eye of the Beholder, Part 1 | L'Occhio di drago (prima parte)     | 26 giugno 2015    | 15 febbraio 2016 |
| 2  | Dragon Eye of the Beholder, Part 2 | L'Occhio di drago (seconda parte)   | 26 giugno 2015    | 15 febbraio 2016 |
| 3  | Imperfect Harmony                  | Armonia imperfetta                  | 26 giugno 2015    | 16 febbraio 2016 |
| 4  | When Darkness Falls                | La riva del drago                   | 26 giugno 2015    | 16 febbraio 2016 |
| 5  | Big Man on Berk                    | Un mitico vichingo                  | 26 giugno 2015    | 17 febbraio 2016 |
| 6  | Gone Gustav Gone                   | Doppio gioco                        | 26 giugno 2015    | 17 febbraio 2016 |
| 7  | Reign of Fireworms                 | Il regno dei fiammalesta            | 26 giugno 2015    | 18 febbraio 2016 |
| 8  | Crushing It                        | Un nuovo drago                      | 26 giugno 2015    | 18 febbraio 2016 |
| 9  | Quake, Rattle and Roll             | Trema, sbatti e rotola              | 26 giugno 2015    | 19 febbraio 2016 |
| 10 | Have Dragon Will Travel, Part 1    | Il cavaliere pirata (prima parte)   | 26 giugno 2015    | 19 febbraio 2016 |
| 11 | Have Dragon Will Travel, Part 2    | Il cavaliere pirata (seconda parte) | 26 giugno 2015    | 20 febbraio 2016 |
| 12 | The Next Big Sting                 | Il volo della libellula             | 26 giugno 2015    | 20 febbraio 2016 |
| 13 | Total Nightmare                    | Il richiamo della natura            | 26 giugno 2015    | 21 febbraio 2016 |

## L'Occhio di drago (prima parte)
- Titolo originale: Dragon Eye of the Beholder: Part 1

### Trama
Sono passati 3 anni dalla guerra contro i Grandi Guerrieri e Hiccup e i suoi compagni si stanno godendo la vita . Nel frattempo Dagur lo Squilibrato è evaso dall'Isola degli Esiliati rubando la nave di Johann, e decide di attuare la sua vendetta su Hiccup. Johann, arrivato a Berk, dice ai ragazzi che sulla nave che Dagur gli ha rubato, c'è una mappa che conduce al cimitero di navi dove lui nasconde i suoi tesori. I cavalieri partono per rintracciare il pazzo arrivando in un banco di nebbia oltre i confini dell'arcipelago, per poi trovare il cimitero di navi. All'improvviso appaiono delle anguille giganti che spaventano i draghi, facendoli scappare (a parte Sdentato che non può volare senza cavaliere). Mentre aspettano che i draghi tornino, Hiccup e compagni decidono di prendere i tesori dalle navi per evitare che Dagur li rubi per formare una nuova armata. Hiccup, insieme a Sdentato, decide di esplorare "la Mietitrice" : una nave piena di trappole mortali; trovando nella cabina del capitano un misterioso manufatto cilindrico. Una volta usciti scoprono che Dagur ha rinchiuso il resto della squadra in una gabbia. Dopo una lotta, Dagur spara un masso da una catapulta facendo affondare la Mietitrice, lasciando Hiccup con una scelta: salvare i suoi amici da morte certa o recuperare il dispositivo.

## L'Occhio di drago (seconda parte)
- Titolo originale: Dragon Eye of the Beholder: Part 2

### Trama
Hiccup decide di salvare i suoi amici, ma si scopre che la gabbia è a prova di drago. I ragazzi rischiano di essere mangiati dalle anguille giganti che popolano il cimitero, ma grazie al richiamo del drago, si ricongiungono ai loro draghi e si salvano. Gli altri cavalieri tornano a Berk mentre Hiccup e Sdentato recuperano il dispositivo da Dagur. Una volta tornati al villaggio, Skaracchio tenta di aprire " l'Occhio di drago " (così chiamato da Hiccup), ma con scarsi successi. I ragazzi chiedono allora consiglio a Gothi che racconta loro che da ragazza aveva visto e lottato con il Furia Gelida, un drago che vive sull'isola gelata, e come prova dello scontro ricevette la cicatrice di un morso, uguale alla serratura dell'occhio. Hiccup capisce che un dente di Furia Gelida è la chiave per aprire l'Occhio di drago. Gothi seppur riluttante accetta di accompagnarli. Nel frattempo Skaracchio prende il posto di Gothi come guaritore, ma non se la cava per niente bene. Intanto i ragazzi vengono sorpresi da una tormenta di neve dove appare il Furia gelida che viene scacciato dai draghi dei cavalieri. Parlando con gli altri cavalieri Hiccup intuisce che il Furia gelida trova le sue vittime vedendone il calore corporeo. Così i cavalieri costruiscono dei manichini e bruciandoli riescono a confondere il drago. Il drago attacca Hiccup e Sdentato ma Gothi, stanca di aver paura, lo affronta riuscendo a recuperare un dente. Tornati a Berk i ragazzi aprono L'Occhio di drago inizialmente sembra che non sia successo niente, ma quella sera Hiccup scopre per caso che l'Occhio si illumina col fuoco di drago, rivelando mappe e draghi mai visti.

## Armonia imperfetta
- Titolo originale: Imperfect Harmony

### Trama
Hiccup sveglia gli altri cavalieri e mostra loro cosa ha scoperto sull'Occhio di drago. La mattina dopo, Hiccup va in consiglio e grazie all'incoraggiamento del padre parte insieme ai suoi amici. I ragazzi scoprono un arcipelago, decidono di accamparsi in un'isola dove si sente un suono che attrae i draghi. Anche se l'isola è meravigliosa, il mattino dopo il suono misterioso è scomparso, ma anche i draghi sono tutti spariti. I cavalieri cercano i loro draghi e di loro trovano Sdentato, mentre Hic e Sdentato cercano gli altri draghi dall'alto gli altri ragazzi vengono attaccati da un Tamburo furente, così decidono che è meglio restare uniti. Trovano un branco di draghi intrappolati in una sostanza ambrata che li immobilizza parzialmente. In seguito arriva un drago grande e colorato che sputa l'ambra. I ragazzi decidono di chiamarlo Canto Letale, perché canta una melodia per attirare i draghi per immobilizzarli e poi mangiarli. Tutti i cavalieri e Sdentato restano imprigionati tranne Hiccup che scappa, sta per essere catturato dal Canto letale, ma viene salvato dal Tamburo furente di prima. I due fanno amicizia e Hiccup capisce che per liberare i suoi amici bisogna scaldare l'ambra: il piano funziona. E mentre Hiccup e Sdentato danno una lezione al Canto letale gli altri liberano un cucciolo di Tamburo furente, la ragione per cui l'altro drago era rimasto sull'isola. E mentre i due draghi si ricongiungono i ragazzi decidono di trovarsi un'isola solo per loro.

## La riva del drago
- Titolo originale: When Darkness Falls

### Trama
I cavalieri cercano un'isola da usare come avamposto, e ne trovano una che sembra l'ideale. Durante la notte uno strano rumore sveglia Testa di Tufo e quando va a vedere trova una gallina (con la quale in seguito farà amicizia) e un enorme drago. Testa di Tufo scappa terrorizzato all'accampamento e quando racconta tutto agli altri nessuno gli crede, perché quando vanno a controllare c'era solo la gallina. Il giorno dopo mentre gli altri iniziano a progettare la base, Testa di Tufo insieme alla gallina va via tutto il giorno a cercare il drago che aveva visto la sera precedente, Testa di Tufo e Testa Bruta allora accorrono alla "Disfida dei Thorston" (una scommessa). Insieme a Hiccup cercano il drago fino a notte fonda, alla fine lo trovano, ma si accorgono che in realtà sono tanti piccoli draghi neri guidati da un capo bianco. I gemelli catturano il capo e lo portano al campeggio dove viene dato il nome di Paura notturna alla specie, mentre il capo viene chiamato Smidwarg. All'improvviso si sente un rumore, i cavalieri vanno a controllare e vedono che i Cambia-Ala che vivono sull'isola, stanno cacciando i Paura notturna che, senza il loro capo non possono unirsi per formare un drago gigante, e così difendersi dai predatori. Mentre gli altri cavalieri tengono a bada i Cambia-Ala, Hiccup va a liberare il capo, che viene salvato dai gemelli, guadagnandosi la fiducia dei ragazzi. I cavalieri cominciano a costruire il loro avamposto: decidono di chiamare la loro base "La riva del drago".
Smidwarg e i Paura notturna diventano i protettori naturali dell'isola. Alla fine per pagare la scommessa i gemelli si scambiano i vestiti.

## Un mitico vichingo
- Titolo originale: Big Man on Berk

### Trama
Quando sono tornati a Berk per fare rifornimento, Stoik incarica ai cavalieri di allontanare uno Scalderone dalla zona di pesca del villaggio. Gli starnuti di Gambedipesce mandano a monte l'operazione, tornati a villaggio i ragazzi pensano che Gambedipesce sia allergico a qualcosa. Dopo vari "esami" fatti dai gemelli si scopre che Gambedipesce è allergico a Muscolone, il suo drago. Per risolvere il problema Gothi ipnotizza Gambedipesce, ovviamente Moccicoso s'intromette e Gambedipesce pensa di essere un vichingo potente, popolare e coraggioso tanto da farsi chiamare Thor Spaccaossa. E lo dimostra compiendo imprese eroiche: salva una persona da un incendio e lo spegne, salva la vita a un bebè e a un piccolo yak. Gothi dice loro che solo la paura potrà far tornare Spaccaossa alla normalità. Intanto Spaccaossa e Moccicoso in groppa a Zannacurva vogliono catturare lo Scalderone. I ragazzi trovano lo Scalderone e durante la lotta Gambedipesce salta in groppa allo Scalderone. Quando Gambedipesce sta per essere spruzzato dall'acqua bollente dello Scalderone arriva Muscolone che lo salva, successivamente il drago attacca Muscolone e Gambedipesce si risveglia dall'ipnosi avendo paura per l'incolumità del suo drago, gli altri ragazzi catturano lo Scalderone che viene trasferito.
In seguito si scopre che Gambedipesce era allergico al cerume delle orecchie di Skaracchio che quest'ultimo aveva usato per lucidare le sella di Muscolone.

## Doppio gioco
- Titolo originale: Gone Gustav Gone

### Trama
Alla Riva del drago arriva Gustav, ormai sedicenne, dicendo che ora è pronto per diventare cavaliere di draghi. Hiccup al momento è molto occupato a fare scoperte con l'occhio di drago quindi cerca un modo per tener occupato il ragazzo. Seppur Gustav vuole impegnarsi riesce solo a combinare pasticci. Quando Moccicoso lascia Gustav a casa di Hiccup, il ragazzo vede dall'Occhio di drago, una mappa che sembra condurre a un tesoro, e quindi decide di andare a cercarlo. Una volta arrivato sull'isola Gustav brucia la mappa che si era disegnato, quindi usa l'Occhio di drago per trovare il tesoro, rischiando di cadere in un burrone, ma fortunatamente Hiccup arriva appena in tempo.
Hiccup ovviamente lo rimprovera perché se ne era andato. Quella sera Gustav, decide di tornare a Berk, stufo di non essere considerato all'altezza degli altri. Durante il tragitto Dagur cattura Gustav e Curvazanna; per evitare di essere dato in pasto alle anguille giganti, Gustav racconta a Dagur dell'Occhio di drago ad apparentemente si allea con lui. Intanto alla Riva del drago, i cavalieri cercano Gustav dappertutto, vedendo arrivare Curvazanna con un messaggio di ricatto da parte di Dagur, che prevede uno scambio: Gustav per l'Occhio di drago, Hiccup si sente in colpa e decide di accettare. Gustav però decide di rimanere con Dagur conducendolo sull'isola dove era stato il giorno prima, entrato nella grotta solo con Dagur, Gustav rivela il suo doppio gioco accecando Dagur con l'Occhio di drago, e conducendolo da Hiccup. Dagur preso l'Occhio di drago lo butta in un burrone profondo, Gustav si butta nel tentativo di recuperarlo, Hiccup lo salva e gli promette che un giorno sarà pronto per essere cavaliere subito dopo Hiccup trova uno scrigno all'interno della grotta. Tornati alla Riva del drago Gustav saluta tutti e torna a casa mentre Hiccup mostra agli altri cosa c'è all'interno dello scrigno ... una nuova lente per l'Occhio di drago.

## Il regno dei fiammalesta
- Titolo originale: Reign of Fireworms

### Trama
I cavalieri vengono a sapere che sulla loro isola avverrà una migrazione completa dei minidraghi di fuoco e che tutto lo stormo sarà lì entro una settimana. Mentre i cavalieri organizzano tutto per l'arrivo dei minidraghi, i gemelli trovano un stele dove c'è scritto il loro cognome, e quando la mostrano agli altri si scopre che la stele è un atto di proprietà dell'isola scritto dal prozio dei gemelli e quindi che i gemelli sono i padroni dell'isola. I gemelli iniziano montarsi la testa applicando leggi ridicole come abolire la lettera "s" dell'alfabeto, e non pensando minimamente a come proteggere l'isola dagli incendi provocati dai minidraghi. Dopo qualche giorno i gemelli finiscono col mettere tutti in prigione, per fortuna, poco dopo si accorgono del problema dei minidraghi di fuoco. I gemelli vanno a chiedere scusa agli altri e Hiccup riesce a convincerli a condividere l'isola tutti insieme. I cavalieri decidono che è meglio proteggere la base visto che tutto il resto dell'isola è ormai occupato dalle fiamme, Gambedipece torna dagli altri con brutte notizie: era andato in giro per l'isola alla ricerca dei Paura notturna per portarli in una grotta al riparo dalle fiamme, ma i Paura notturna sono tutti spariti. I ragazzi hanno oramai perso le speranze e decidono di abbandonare l'isola, quando vedono i Paura notturna formare la figura della regina dei minidraghi di fuoco, Hiccup ha un'idea, mentre gli altri continuano a spegnere gli incendi, lui e Sdentato guidano i Paura notturna in mare verso un'isola che ha solo rocce in modo che i minidraghi li seguano lasciando in pace la loro isola, il piano funziona.
I gemelli, alla fine, riconoscono che regnare non è semplice e accettano di condividere l'isola con gli altri cavalieri.

## Un nuovo drago
- Titolo originale: Crushing It

### Trama
I cavalieri cercano di catturare e trasferire una nuova specie di drago, il Corno tonante, che da un po' di tempo spaventa i draghi e distrugge la base, cercando di cacciare tutti dall'isola. La loro trappola sembra funzionare ma al posto del drago i cavalieri catturano Skaracchio. Quando i cavalieri tornano alla base vedono che è stata distrutta dal Corno tonante in loro assenza e, Skaracchio dice a Hiccup che Stoik sta facendo impazzire tutto il villaggio perché è diventato cosi irascibile, che non lo sopporta nessuno. Hiccup parte per Berk, mentre Skaracchio resta alla Riva del drago per aiutare gli altri cavalieri a catturare il Corno tonante. Mentre Skaracchio e i cavalieri costruiscono un muro per proteggersi dal drago, Hiccup parla con suo padre e lo invita a passare qualche giorno alla Riva del drago per calmare lo stress, con la scusa di aiutarlo con la faccenda del Corno tonante. I cavalieri hanno finito di costruire il muro, ma al primo attacco del drago, una torre di guardia cade in testa a Skaracchio che lo fa andare fuori di testa. Nel frattempo Hicup e Stoik arrivano alla Riva del drago. I ragazzi ispezionano l'isola: Hiccup e Stoik trovano il Corno tonante, dopo una lotta tra Stoik e il Corno tonante i due tornano alla Riva del drago a chiedere rinforzi. Il Corno tonante arriva all'avamposto e inizia a inseguire Skaracchio, ma non lo attacca, Stoik così capisce che il drago sta cercando di dire qualcosa ai cavalieri infatti, il drago porta Stoik e i cavalieri in mare mostrando loro una gigantesca onda che a breve colpirà l'isola. Hiccup capisce che il Corno tonante cercava di salvarli, ma i ragazzi decidono di fortificare il muro di Skaracchio per riparare la base dallo tsunami. Solo grazie all'intervento di Stoik e del Corno tonante la base rimane intatta. Per via del fiuto eccezionale del Corno tonante i ragazzi creano una nuova classe di draghi: la classe Tracker.
Skaracchio torna in sé e Hiccup capisce che suo padre era stressato non perché gli mancasse lui ma, perché gli mancava Thornado. Stoik rassicura il figlio dicendogli che sente la sua mancanza e decide di tenere con sé il Corno tonante che chiama Spaccateschi.

## Trema, sbatti e rotola
- Titolo originale: Quake, Rattle and Roll

### Trama
I gemelli hanno problemi a costruire una torre di vedetta perché quest'ultima sparisce in continuazione. Gambedipesce scopre l'esistenza di Gola Oscura l'antica isola dimora di tutti i gronki, di cui nessuno conosceva l'esistenza. Hiccup e Gambedipesce partono per Gola Oscura, una volta arrivati trovano tre gronki che vengono attaccati da uno strano macigno gigante che può rotolare in salita. Si scopre che il macigno gigante era un Catastrosisma che caccia via dall'isola Gambedipesce, Hiccup e i tre gronki. Alla Riva del drago però c'è un'invasione dei gronki che sono stati cacciati da Gola Oscura e i gemelli fanno fatica a controllarli. Intanto Moccicoso propone a Gambedipesce di impadronirsi Di Gola Oscura per i gronki giocando sporco. Gambedipesce inizialmente si rifiuta, ma poi accetta. Moccicoso inizia ad allenare Gambedipesce e Muscolone, Hiccup li scopre e cerca di convincere Gambedipesce a non combattere, ma lui va con Moccicoso a Gola oscura per lottare con il Catastrosisma. Hiccup e Astrid arrivano in loro aiuto, durante la lotta Gambedipesce e Muscolone finiscono nella tana del Catastrosisma. All'uscita il Catastrosisma vuole schiacciare Gambedipesce, ma viene fermato da Muscolone e dopo un " dialogo" con lei, il drago diventa gentile nei confronti degli altri gronki.
Gambedipesce capisce che il Catastrosisma si comportava così perché era solo e spaventato, quindi cercava di difendersi. Il Catastrosisma alla fine condivide l'isola con gli altri gronki.

## Il cavaliere pirata (prima parte)
- Titolo originale: Have Dragon Will Travel: Part 1

### Trama
I cavalieri sono a Berk per fare rifornimento, quando Stoik arriva arrabbiato, perché Bucket e Mulch gli hanno raccontato che hanno visto un cavalca draghi pirata attaccare una nave. Ovviamente si pensa che la colpa sia di Testabruta e Testaditufo, ma per questa volta i gemelli sono innocenti. I ragazzi incominciano a indagare partendo dai resti della nave dove trovano un aculeo che somiglia a quelli di Tempestosa. Dopo aversi fatto descrivere l'aspetto del drago che cavalcava il cavaliere pirata, i ragazzi controllano l'Occhio di drago. Il drago in questione é un Ali di Lama, che a giudicare dalla descrizione è una vera e propria macchina per uccidere piena di aculei. I cavalieri partono alla ricerca dell'Ali di Lama, arrivati sull'isola dove pare che vivano il cavaliere pirata e il suo drago i ragazzi si dividono per trovarli. Però ai ragazzi accadono una serie di incidenti: Gambedipesce finisce appeso a un albero, i gemelli vengono fatti cadere dalla sella di Rutto e Vomito, Astrid resta chiusa in una grotta e Moccicoso viene spinto nelle rapide di un fiume. Hiccup dopo un rocambolesco inseguimento aereo riesce a smascherare il cavaliere e scopre che è Heather con il suo drago addestrato.
Mentre Heather parla agli amici arrabbiati, Hiccup la invita alla riva del drago per qualche giorno. Una volta arrivati Heather racconta agli amici di come ha addestrato Fendivento, quella sera Hiccup prova a chiedere spiegazioni riguardo ai suoi saccheggi alle navi, ma non ne ottiene. A notte fonda Hiccup segue Heather scoprendola insieme al mercante Johann. Hiccup interroga Johann che gli racconta che Heather ruba alle navi per restituire qualcosa alle vittime della distruzione della sua isola durante la quale sono stati uccisi i suoi genitori, e anche che sta dando la caccia a Dagur.
Hiccup arriva appena in tempo per vedere Heather e Fendivento che stanno per essere catturate da Dagur.

## Il cavaliere pirata (seconda parte)
- Titolo originale: Have Dragon Will Travel: Part 2

### Trama
Hiccup tenta di liberare Heather, ma le catene dei rampini sono a prova di drago; allora gli viene un'idea: colpire gli argani delle catene, così facendo Hiccup riesce a liberare la ragazza e il suo drago. Tornando alla riva, Heather racconta a Hiccup di essere stata adottata, e anche di quello che ricorda di suo padre, mostrandogli il corno che le era stato regalato da lui, esprimendo il desiderio di sapere chi fosse suo padre. Dopo aver chiarito con gli altri sul perché avesse rinchiuso i loro draghi, Astrid invita Heather a svagarsi un po' insieme diventando presto amiche. Hiccup intanto nota che sul corno di Heather c'è inciso il sigillo di suo padre va a Berk per chiedere spiegazioni a Stoik. Intanto Heather porta Astrid sulla sua isola-accampamento dicendo di dover cercare qualcosa: quel qualcosa si rivela essere il mercante Johann, che doveva dare a Heather una mappa dove si trova Dagur e che vuole acquistare delle nuove navi da guerra. Intanto Heather convince i cavalieri ad attaccare Dagur anche senza Hiccup e Sdentato a condizione di catturare Dagur e riportarlo in prigione. Heather decide di usare l'elemento sorpresa: mentre Gambedipesce, Moccicoso e i gemelli distraggono Dagur, lei e Astrid si sarebbero sbarazzate degli uomini di Dagur. Heather e Astrid catturano Dagur, Heather vuole finire Dagur, ma Hiccup arriva appena in tempo e la ferma. Hiccup spiega che anni fa Stoik aveva regalato il corno di Heather a Oswald il Simpatico come dono per la sua figlia appena nata, che era appunto Heather e che quindi Dagur è suo fratello. I ragazzi poi sono costretti a scappare perché sono arrivate le nuove navi di Dagur.
Heather decide di ripartire salutando Astrid e Hiccup dicendo che deve ancora capire molte cose.

## Il volo della libellula
- Titolo originale: The Next Big Sting

### Trama
Hiccup mostra agli altri cavalieri un nuovo prototipo di tuta alare inventato da lui, che ha chiamato Libellula volante. Dopo vari tentativi falliti, i cavalieri sentono un verso di richiamo di un drago e vanno a vedere di che si tratta. Trovano un giovane esemplare di Pungirapido con una zampa ferita e decidono di portarlo alla base per poi liberarlo quando sarà guarito, dopo un iniziale contrattempo nel quale TestaBruta viene semiparalizzata, il Pungirapido lega con Hiccup e si fa portare alla base.
Dopo qualche giorno il Pungirapido, guarisce, ma Moccicoso non accetta il nuovo arrivato tanto da farlo pungere TestaBruta di nuovo. Più tardi quella sera Gambedipesce scopre che i Pungirapido hanno una membrana tra gli artigli che gli permette di camminare sull'acqua, nel frattempo il branco del Pungirapido parte per la riva del drago per recuperarlo. Il giorno dopo il Pungirapido è sparito, perché Moccicoso e TestaBruta lo stanno riportando sulla sua isola in groppa a Zannacurva. Il Pungirapido si sveglia e paralizza TestaBruta un'altra volta e Zannacurva, Hiccup e gli altri li raggiungono dove segue una lotta tra i cavalieri e il branco del Pungirapido. Moccicoso prende in mano la situazione e capisce che il Pungirapido non era così male come credeva. Ne segue un'altra lotta per scacciare il branco dall'isola durante la quale Hiccup dimostra che la sua tuta alare è utile e funziona bene. Il Pugirapido però si è reso conto che deve scegliere fra il suo branco e i cavalieri, ma Hiccup lo incoraggia ad andare con i suoi simili e lui ritorna col suo branco.

## Il richiamo della natura
- Titolo originale: Total Nightmare

### Trama
Mentre Moccicoso e Zannacurva si tanno allenando, Zannacurva sente un richiamo e non riesce più a concentrarsi sull'addestramento e poi scappa nel bosco. Quando Moccicoso lo trova, Zannacurva si comporta in modo strano e all'ora di cena si rifiuta di mangiare. Moccicoso per quella sera decide di rinchiuderlo in gabbia per evitare che si faccia del male, ma il mattino dopo il drago è scappato di nuovo. I ragazzi lo cercano e sentono il richiamo del giorno prima, e lo ritrovano Zannacurva insieme a una femmina di Incubo Orrendo, ma il drago no vuole tornare alla base. Tornati alla riva del drago, dove Gambedipesce spiega che visto il recente comportamento, Zannacurva è tornato allo stato selvatico in seguito all'incontro con la femmina. Moccicoso si rifiuta di crederci e torna indietro per riprendersi Zannacurva, tuttavia Moccicoso si rattrista molto quando vede che Zannacurva vuole stare con la femmina e non con lui. Gli altri ragazzi quindi decidono di far passare la tristezza a Moccicoso, portandogli altri Incubi Orrendi da cavalcare, anzi Moccicoso dice che se non può cavalcare il suo drago non ne cavalcherà altri e quindi non sarà più un cavaliere. Quando Moccicoso va a dire addio a Zannacurva, lo trova sfinito e vede anche le uova della femmina, poi appare un Incubo Orrendo Ali-Gigante (l'ultimo stadio evolutivo di un drago, chiamato Ala Titanica sul Libro dei Draghi), così Moccicoso capisce che Zannacurva stava aiutando la femmina a proteggere le sue uova. La situazione rischia di finire male, ma gli altri cavalieri arrivano appena in tempo per respingere momentaneamente il colosso. Gambedipesce spiega che dato che le uova probabilmente sono di un drago rivale, l'Ali-Gigante non si darà pace finché non le avrà distrutte e che si arrenderà solo quando capirà che Zannacurva è il maschio dominante. L'Ali-Gigante torna; e, stavolta, Moccicoso e Zannacurva lo fronteggiano insieme facendo lo stesso percorso di allenamento fatto qualche giorno prima, rinchiudendo il colosso dentro la cupola e battendolo usando le dimensioni dell'avversario a loro favore.
I ragazzi tornano dalla femmina rimasta in compagnia di Gambedipesce il quale, molto felice, dice a tutti che le uova si sono schiuse.